# 佩斯科桑尼塔
佩斯科桑尼塔（義大利語：Pesco Sannita），是意大利贝内文托省的一个市镇。总面积24.1平方公里，人口2083人，人口密度86.4人/平方公里（2009年）。ISTAT代码为062050。